# ACCO Brands
ACCO Brands Corporation est une entreprise de commercialisation de fournitures de bureau. Cette firme possède plusieurs marques comme Rexel, Nobo, GBC, et Kensington. Les produits Rexel comprennent des outils de bureau notamment des agrafeuses, des perforatrices, des projecteurs, des destructeurs de papier, des rogneuses et une gamme de produits de classement. ACCO Brands commercialise des produits dans plus de 100 pays.
L'entreprise est basée à Dublin en Irlande.

## Histoire
En 1987, « American Brands » (désormais « Fortune Brands ») acquiert ACCO World Corporation. Par la suite, la compagnie ajoute les sociétés américaines, Swingline et Wilson Jones en Amérique du Nord, ainsi que Rexel et Easrlight pour la branche ACCO Europe. Marbig, fondée en 1974, a fusionné avec Rexel et fonctionne désormais comme une entreprise distincte à Sydney en Australie.
En 1992, ACCO UK est créé grâce à la fusion de Rexel et d'ACCO Europe.